# گرومن اف۹اف پانتر
گرومن اف۹اف پانتر (به انگلیسی: Grumman F9F Panther) یک هواپیمای ساختِ کارخانهٔ گرومن در کشور ایالات متحده آمریکا است. نخستین استفاده‌کنندهٔ این هواپیما نیروی دریایی ایالات متحده آمریکا بوده‌است. این هواپیما برای نخستین بار در ۲۴ نوامبر ۱۹۴۷ میلادی مورد استفاده قرار گرفت.